# San Juan Cerano
Cerano (San Juan Cerano) es un pueblo en el centro de México, en el municipio de Yuriria, que forma parte del estado de Guanajuato. Entre todas las localidades que conforman el municipio, Cerano se distingue por ser la segunda más poblada después de la cabecera municipal, lo que refleja su peso demográfico y su papel activo en la vida social y económica de la región.

## Geografía
Cerano es un pintoresco pueblo situado en la región occidental del municipio de Yuriria. Se encuentra en el corazón del Bajío, una vasta región que abarca el sur de Guanajuato y se extiende hasta el límite con el estado de Michoacán. Este enclave, con su rica historia y su entorno natural, forma parte de una zona geográfica significativa que ha influido en su desarrollo cultural y social a lo largo de los años.
Además de su valor histórico y cultural, Cerano destaca por su dinamismo económico, sustentado principalmente en el comercio local, el envío de remesas por parte de migrantes, y la presencia de corporativos y negocios familiares que han impulsado la economía regional. Super mercados, Fabricas, tiendas, servicios y actividades productivas no solo atienden a los habitantes del propio pueblo, sino también a numerosas comunidades circundantes, convirtiéndolo en un centro de abasto y actividad comercial de gran relevancia en la zona.
Este papel económico le otorga a Cerano una influencia notable dentro del municipio de Yuriria, ya que muchas decisiones relacionadas con infraestructura, movilidad, servicios y educación consideran su peso poblacional y su impacto como motor de desarrollo. Así, Cerano se ha consolidado como un eje clave en el crecimiento del suroeste del municipio, combinando tradición y modernidad con un fuerte sentido de identidad comunitaria

### Localización
Limita al noreste de Valle de Santiago, al este con Moroleón, al sur con Huandacareo, Michoacán y al suroeste con  Puruándiro, Michoacán.
CARACTERÍSTICAS Y USO DEL SUELO EN CERANO
La estructura de estos suelos es blocosa subangular, lo que les otorga una consistencia que varía de firme. La textura de los suelos en la región puede ser limosa, arcillosa o arenosa, resultante de la acumulación de sedimentos transportados por el agua.
El uso del suelo en Cerano está diversificado, el territorio se dedica a la agricultura, reflejando la importancia de esta actividad en la economía local. Una cantidad del suelo se utiliza para pastizales, mientras que el restante está cubierto por bosques. Esta distribución del uso del suelo indica una predominancia de actividades agrícolas, complementadas por áreas dedicadas a la conservación y pastoreo.
OROGRAFÍA
Cerano se encuentra en una región de relieve predominantemente. La orografía de la zona incluye colinas y elevaciones típicas de Guanajuato, que se extienden por el estado hasta llegar a Michoacán, en el municipio de Puruándiro. El terreno es en su mayoría irregular y accidentado, con algunas áreas planas en las zonas más bajas. Esta configuración geográfica contribuye a un paisaje variado, con pendientes y valles. Entre los lugares prominentes en el área se encuentran:
- Cerro Guariaco: montaña.
- Cerro El Corazón: colina, 3 km al noroeste.
- Bordo Nuevo: reservorio, 4½ km al norte.
- Cerro El Caballito: colina, 6 km al suroeste.
- Cerro Ziriguato: montaña, 7 km al oeste.
ECOSISTEMA
La comunidad está dominada por el bosque tropical caducifolio, matorral subtropical y bosque de mezquites.
Entre la biodiversidad que caracteriza a esta área, se encuentran:
Mamíferos: 
Tlacuaches, cacomixtles, coyotes y comadrejas.
Aves: 
Zopilote de aura, halcón peregrino, azulillo siete colores y cardenal.
Anfibios y reptiles: 
Sapo de espuelas, culebra alicante, ranita de cañón y culebra gris nariz de pala.
Crustáceos: 
Cangrejo de agua dulce.
Flora:
Mezquite, palo blanco, garambullo y cardón pitayo.

### Población
Tiene una población cerca de 10,530 habitantes.

## Colonias
El Rodeo.
Jacales.
Roche.
La Yacata.
Tingüindín.

## Barrios
La Calzada.
El Santuario.
La secundaria.
San Miguel.
La presa.
El Campo.
El Campito.
El Tanque.
La garita.

## Economía local
En Cerano, una de las actividades económicas más destacadas es el comercio, el cual juega un papel fundamental en la vida de la comunidad. Esta actividad no solo satisface las necesidades cotidianas de la población local, sino que también atrae a visitantes de comunidades cercanas, quienes se desplazan hacia la zona comercial, ubicada principalmente entre las calles Jesús Montaño y Lázaro Cárdenas. Gracias a la vitalidad y dinamismo de este sector, Cerano se ha consolidado como el segundo centro económico más activo del municipio, solo por detrás de la cabecera municipal.  
Además del comercio, las actividades económicas principales de Cerano incluyen la agricultura y la ganadería. En el ámbito agrícola, se cultiva una variedad de productos esenciales como maíz, frijol, trigo, sorgo y garbanzo, los cuales no solo abastecen a la comunidad, sino que también contribuyen al intercambio comercial con otras regiones. En cuanto a la ganadería, la crianza de ganado porcino y vacuno es predominante, generando productos de gran importancia para la economía local y la alimentación familiar. Estas actividades productivas en conjunto sustentan la vida en Cerano y aportan significativamente a su desarrollo económico y bienestar social.
Comercio:
Cerano cuenta con una oferta comercial variada y en crecimiento. Se pueden encontrar supermercados, tiendas de ropa, muebles, calzado y alimentos, así como ferreterías, farmacias, papelerías, boticas y distribuidoras. También hay venta de materiales para construcción, talleres mecánicos, artesanías locales, clases de música y actividades deportivas, además de un centro deportivo y panaderías tradicionales, que forman parte del entorno cotidiano del pueblo. Esta diversidad de establecimientos fortalece la economía local y dinamiza la vida comunitaria.
Servicios:
La oferta de servicios en Cerano es medianamente suficiente para atender a la población y a los visitantes. Se dispone de alojamiento en hoteles, servicios de alimentación, agencias de viajes y transporte turístico, lo cual favorece la movilidad y el turismo regional.
En el ámbito de la salud, Cerano cuenta con un Centro de Salud y varias clínicas de práctica privada, que brindan atención médica básica y especializada, contribuyendo así al bienestar integral de sus habitantes.
Además, el pueblo cuenta con cajeros automáticos y diversas cajas populares, que fortalecen el acceso a servicios financieros. Entre ellas destaca la Caja Popular Cerano, un corporativo financiero nacido en esta comunidad hace más de 60 años, que ha sido un pilar en el impulso económico local y en el apoyo a las familias ceranenses.  

## Educación
Preescolar
Jardín de Niños Leona Vicario.
Jardín de Niños Josefa Ortíz de Domínguez.
Primarias.
Escuela Primaria "El Niño Campesino".
Escuela Primaria "María Guadalupe".
Escuela Primaria "Democracia".
Escuelas secundarias
Escuela Secundaria Técnica No 21.
Preparatorias
Cecyte Cerano
Bachillerato SABES.

## Tradiciones

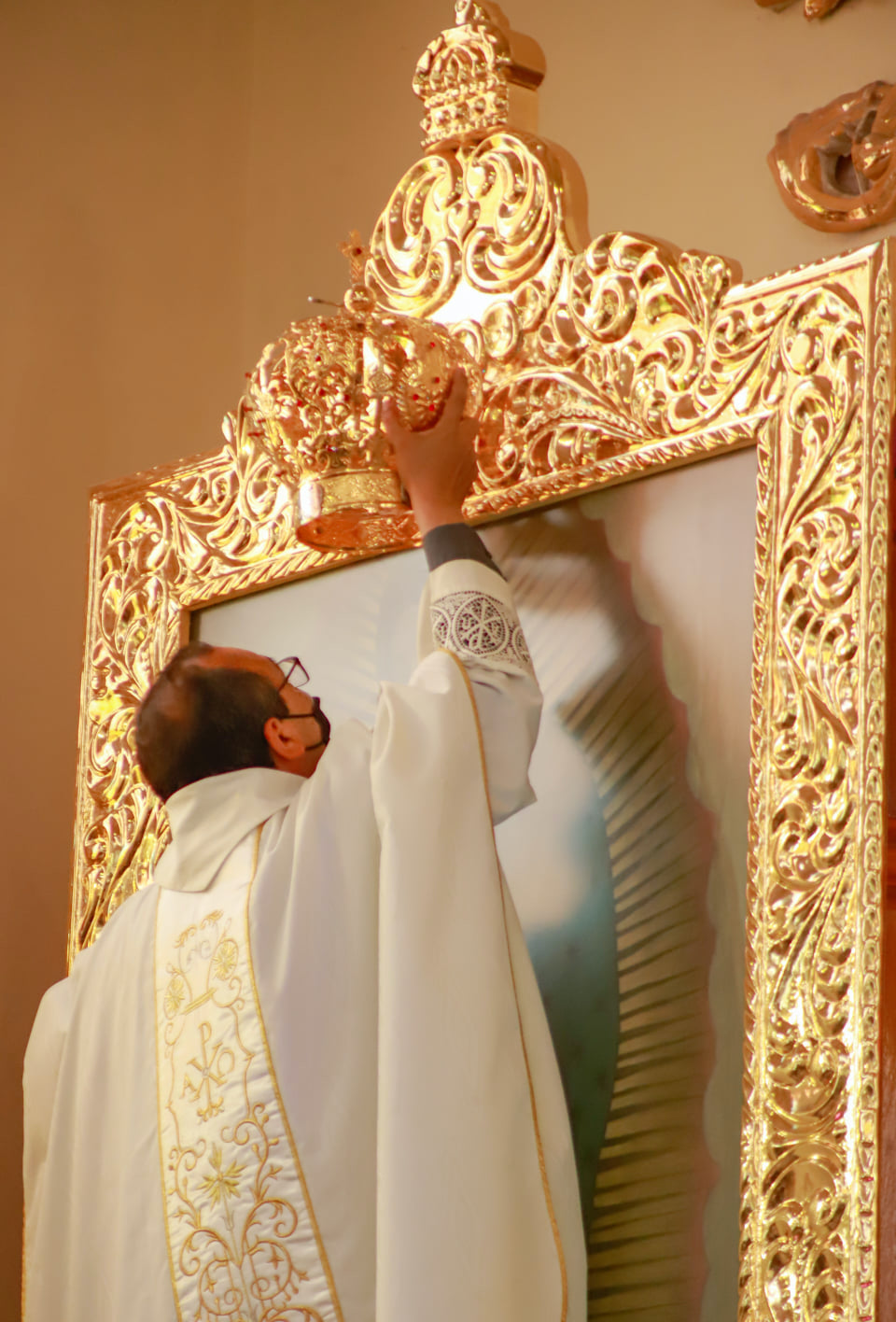
75 Aniversario de coronación de nuestra Señora de Guadalupe. 1947-2022

En Cerano una de sus tradiciones es sus fiestas, ya que en este pueblo son 7 anualmente:
- 12 de febrero. Aniversario de la coronación de la virgen y Feria del Pueblo.
- Día del Sr de la Misericordia.
- 3 De mayo. Fiesta de la Santa Cruz.
- 24 de junio. Fiesta patronal de la Parroquia de San Juan Bautista.
- 28 de octubre. Fiesta a San Judas Tadeo.
- 22 de noviembre. Día de Santa Cecilia.
- 12 de diciembre. Día de la Virgen de Guadalupe.

## Historia

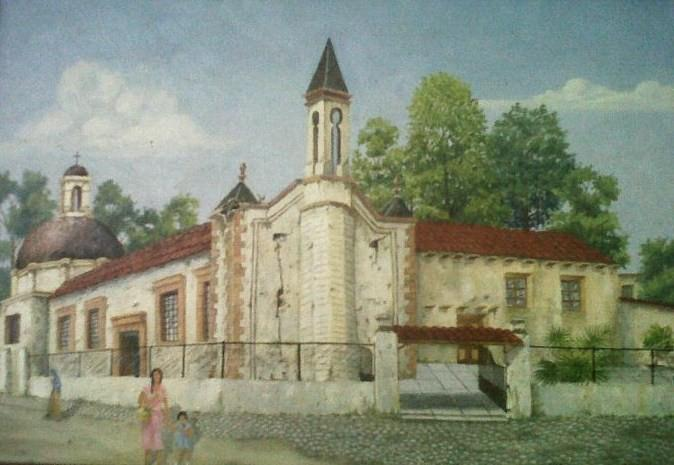
Ex Hacienda de Cerano (hoy templo expiatorio del Sr de la Sacristía)

### La Hacienda
Cerano fue fundado en el año de 1632 por un grupo Purepecha, tambien conocidos como tarascos, que emigraron desde lago de Chapala encabezados
por el hijo del cacique Tzanbanguare, que era uno de los nobles dentro del Imperio Purépecha tras la conquista del mismo por los Español en 1530. Nombrando al lugar Cherapite que en su lengua nativa significa lugar de aguas coloradas. Fue una población indigena que se dedicaba a la agricultura, a manufacturar petates, adobes, ladrillos y tejas de barro. Los purepechas ocuparon este territorio, gobernándolo de manera independiente, hasta que se estableció la primera misión Jesuita en la región, cerca del año 1572. A la vez, se estableció la primera hacienda la cual pertenecía al primer hacendado de la región conocido como Pedro Mendoza de López. 
Al ser expulsados de México los misioneros jesuitas en el año de 1767 por ordenes del rey de España, Carlos III, los terrenos quedaron abandonados y fueron vendidos a un italiano llamado Juan Bautista, originario de Cerano, Italia. Juan Bautista decidió honrar a su pueblo natal, asi nombrando a su propiedad "Cerano" de San Juan Bautista.

### Tiempo de la independencia de México
En el libro titulado "Estudios Michoacanos" de Heriberto Moreno García, se hace referencia a que durante la Independencia, la Hacienda de Cerano fue víctima de numerosos  ataques, tal es el caso del  acontecido  en 1812 relatado en La Gaceta del Gobierno de México Tomo III  No. 261 Pág. 749, en donde por puño y letra de El Capitán Don Agustín De Iturbide describe en un parte de guerra la persecución que lleva a cabo tratando de atrapar al Insurgente Alvino García (El Manco Alvino), Enviado desde la Hacienda de Cerano, fechado el día 19 de Mayo de 1812 y Dirigido al Sr. Comandante en jefe de la división Brigadier Don Diego García Conde.

### Época de la Revolución
Durante la época de la Revolución Cerano se convirtió en un refugio de bandidos tales como los hermanos Pantoja, José Inés Chávez García, mejor conocido como el Godino pues comentan que uno de los últimos enfrentamientos que tuvo este con el gobierno se llevó a cabo en un lugar cerca de La Calera, llamado el Ocurio, donde combatió feroz e inteligentemente. El combate duró desde el amanecer hasta casi el obscurecer que fue cuando Chavez aprovechó la hora, para que en un acto astuto, pudiera salir del combate con su gente y dejar peleando al ejército de Obregón consigo mismo, hubo bastantes muertos; en su mayoría indios Yaqui que acompañaban a Obregón y una que otra baja de la gente de Chávez.
Los cuerpos de las bajas generadas durante la batalla fueron levantados y transportados en carretas jaladas por bueyes para llevarlos a Cerano, donde se dispusieron a bajarlos en una de las trojes de la Hacienda  mientras hacían una fosa lo bastante profunda y amplia para sepultarlos en el Panteón Viejo que se localizaba en la Yácata. No se sabe el número exacto de muertos pero se habla que se recogieron varias carretadas.
En mayo de 1914 entran los Pantoja a Cerano y llegan con el Hacendado abordándolo y exigiéndole que se les diera una cantidad de dinero.

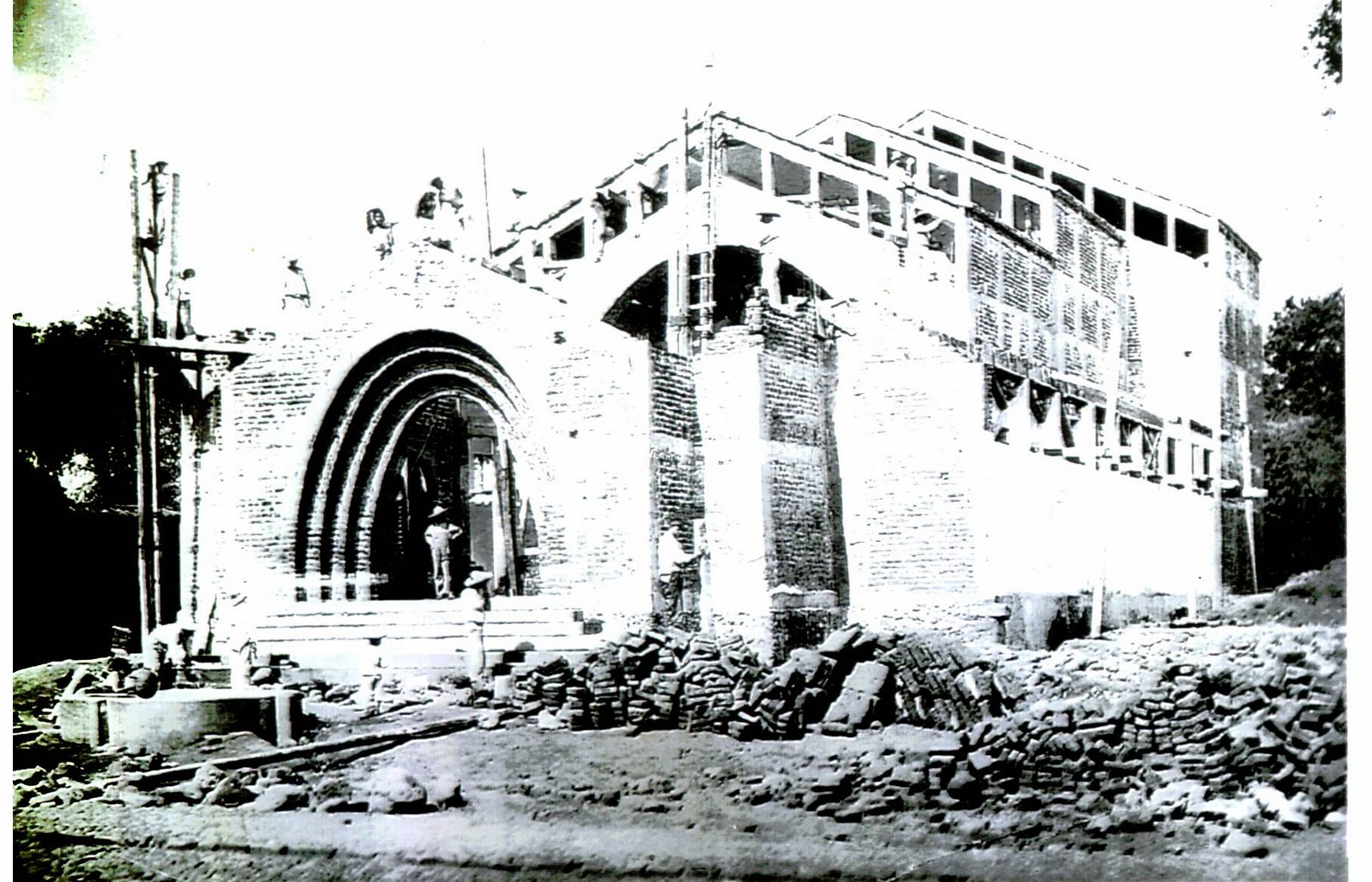
Construcción de la Parroquia de Cerano 1938

### Inauguración de la parroquia de San Juan Bautista
El templo principal fue construido durante la estancia del Sr. cura J Jesús Montaño, fue inaugurado en 1945 y su construcción duró 8 años.

### Camino Cerano - Puruandiro

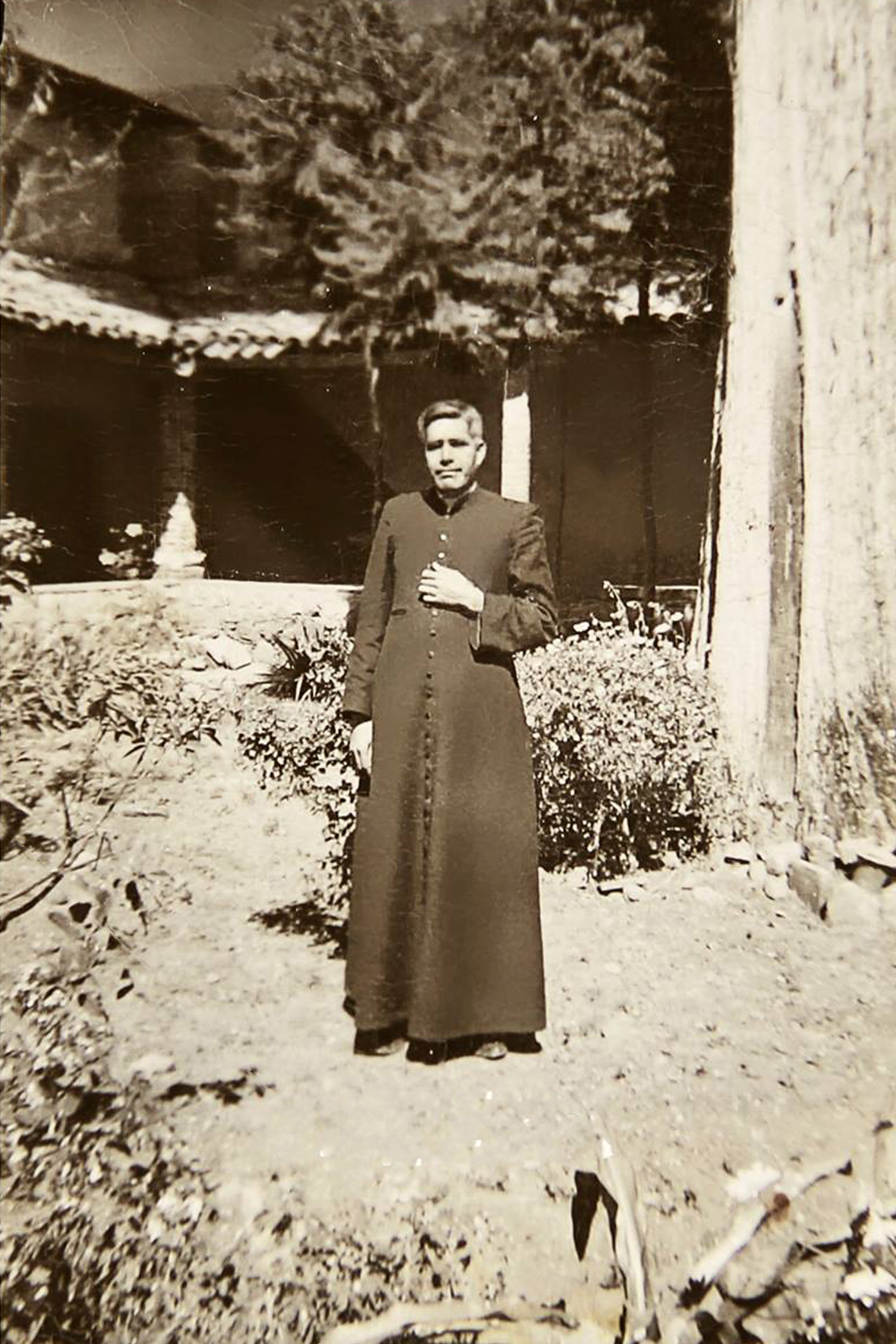
Sr Cura J.Jesus Montaño Primer Cura de la Parroquia de Cerano.1938

Fue entregado al servicio de la comunidad por Luis Echeverría presidente constitucional de los Estados Unidos Mexicanos. Al cumplirse 150 años de la iniciación de nuestra vida independiente en cooperación participativa por los gobiernos Federal y Estatal. El costo de este fue de $289,315.21 el 27 de septiembre de 1971.
Inauguración de la luz eléctrica
Se inauguró el 30 de agosto de 1963 siendo delegado el Sr. Odón Lemus quien intervino ante el Lic. J. José Torres Landa gobierno constitucional del estado, con el comité encabezado por el Sr. Don Vicente Reyes como presidente, Faustino Magaña como secretario y el Sr. cura Rafael Rubio como tesorero y vocales: Isidro Tapia González, Agapito Juárez Cortés y el Sr. Profr. Alfredo García.

### Inauguración del agua potable
Se inauguró en julio de 1972 siendo gobierno del estado el Lic. Luis H. Ducoing, presidente de Yuriria profesor Pedro Pizano Camargo. Se iniciaron las gestiones y trabajos en febrero de 1970 siendo gestionada por un comité integrado por: C. Profesor Isidro Tapia González presidente, Don Vicente Reyes secretario, Don Manuel Calderón Juárez tesorero, vocales Agapito Juárez y Alfredo García.

### Re inauguración del templo Expiatorio de la Sacristía
Es el más antiguo, fue construido en la época de mayor apogeo de la hacienda, y fue re modelado por el Sr. cura David Patiño quedando terminado el 21 de abril de 1999 el cual fue re inaugurado y bendecido en el mismo año.
El costo de la remodelación fue realizado en su mayor parte por: Don Benjamín Reyes García, originario de Cerano y con domicilio actual en León Gto. En la obra de remodelación participó como principal albañil el señor: Don Pedro, originario de Cuitzeo Michoacán.

### Inauguración del Santuario de la Virgen de Guadalupe
Fue construido durante la estancia del Sr. cura Rafael Rubio, gestionado por los peregrinos que van a pie a la Basílica de Guadalupe. La obra fue planeada por el Arquitecto Rolando Tapia García asesorado por un ingeniero civil de la ciudad de México. El pueblo cooperó con faenas y efectivo que juntaron gracias a los eventos que realizaron todos los peregrinos; tales como kermesses, bailes, jaripeos, etc... antes el lugar donde se construyó el santuario era el panteón original de Cerano